# Tomiño
Tomiño – gmina w Hiszpanii, w prowincji Pontevedra, w Galicji, o powierzchni 106,61 km². W 2011 roku gmina liczyła 13 738 mieszkańców.